# Тургі
Тургі (нім. Turgi) — громада  в Швейцарії в кантоні Ааргау, округ Баден.

## Географія
Громада розташована на відстані близько 90 км на північний схід від Берна, 20 км на північний схід від Аарау.
Тургі має площу 1,6 км², з яких на 44,7% дозволяється будівництво (житлове та будівництво доріг), 15,8% використовуються в сільськогосподарських цілях, 36,8% зайнято лісами, 2,6% не є продуктивними (річки, льодовики або гори).

## Демографія
2019 року в громаді мешкало 3004 особи (+4,2% порівняно з 2010 роком), іноземців було 38,5%. Густота населення становила 1938 осіб/км².
За віковим діапазоном населення розподілялося таким чином: 19,5% — особи молодші 20 років, 65,8% — особи у віці 20—64 років, 14,7% — особи у віці 65 років та старші. Було 1380 помешкань (у середньому 2,2 особи в помешканні).
Із загальної кількості 751 працюючого 0 було зайнятих в первинному секторі, 248 — в обробній промисловості, 503 — в галузі послуг.
Станом на 31 грудня 2021 року в громаді мешкає 2972 особи. З них чоловіків — 1522 особи, жінки — 1450 осіб.